# 労働保険
労働保険（ろうどうほけん、labor insurance）とは、日本において労働者災害補償保険と雇用保険を総称したものであり（労働保険の保険料の徴収等に関する法律（労働保険徴収法）第2条）、広義の社会保険を構成する。

## 概要
労働者災害補償保険（労災保険）は、政府が業務上の事由による労働者の負傷、疾病、障害、死亡等（労働災害）に対して事業主の補償責任に代わって労働者に必要な保険給付（療養補償、休業補償、障害補償、遺族補償等）を行い、また日本においては通勤途上の負傷等（通勤災害）に対しても保険給付を行って労働者の生活の安定を図る保険である。
雇用保険は、労働者が失業した場合などに保険給付（失業給付等）を行って労働者の生活の安定を図る保険である。
但し、公務員は国家公務員災害補償法、地方公務員災害補償法によって公務中の災害及び通勤途上の災害（公務災害）が補償され、また国家公務員退職手当法、地方公共団体の条例によって退職手当が支給されるので、労働者災害補償保険及び雇用保険は適用されない。
労働保険徴収法によって、労災保険料と雇用保険料は「労働保険料」として、原則的に一括して徴収される。労働保険料は毎年6月1日から7月10日までに、会社等が算定期間内の給与をもとに確定保険料と概算保険料を算定・申告し、まとめて前払いをする。これを「労働保険の年度更新」という。
厚生労働省では、毎年11月を「労働保険適用促進強化期間」と定め、集中的に労働保険適用促進活動を展開する。